# حسین‌آباد (کاخک)
حسین‌آباد یک روستا در ایران است که در دهستان کاخک واقع شده‌است.